# Колодец Бамберки
Колодец Бамберки (польск. Studzienka Bamberki) — колодец на Старой рыночной площади в Познани, возле здания городской Ратуши. Цоколь был спроектирован познанским архитектором Шталем, а бронзовая статуя — работа скульптора Йозефа Вакерле. Скульптору позировала сотрудница винного погреба Голденринга Ядвига Гадземская. Сама модель не имела никакого отношения к Бамберам. Бамберами называли поляков немецкого происхождения, потомков прибывших поселенцев из околиц Бамберга, которые в 1719—1753 годах были приглашены властями Познани, чтобы заселить покинутые сёла, уничтоженные во время Северной войны и её следствия — эпидемии холеры.
Фигурка изображает женщину в традиционном бамберском костюме, с коромыслом и бидонами, используемыми в виноделии. Бассейн колодца использовался, как пойло для лошадей, но также использовался и местными жителями. Основателем колодца был познанский купец и винодел Леопольд Голденринг.
Открытие колодца с девушкой в бамберском наряде состоялось в 1915 году. Изначально колодец был установлен на Старой рыночной площади, перед будничными домиками. Несколько раз местоположение колодца менялось. После окончания Второй мировой войны колодец хранился на складе и только в 1964 году был установлен на Мостовой улице, напротив здания бывшей масонской ложи. В 1977 году колодец был возвращён обратно на Старую рыночную площадь. В 1998 году немецкий канцлер Гельмут Коль провёл встречу у колодца с Бамберами, проживающими в Познани.